# Fort George (Schottland)

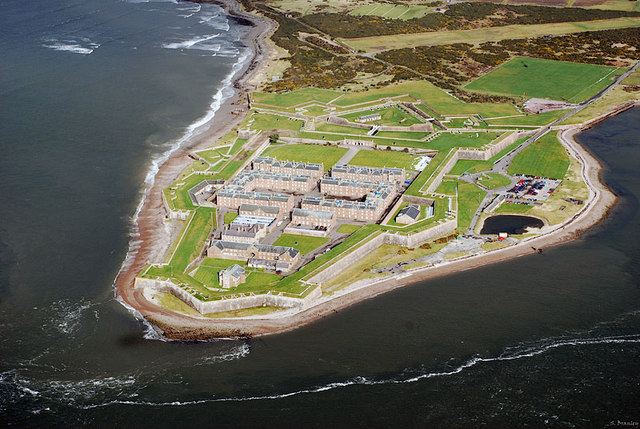
Fort George

Fort George ist eine Festung aus dem 18. Jahrhundert und liegt nordöstlich von Inverness in Nordostschottland auf einer Landzunge am Moray Firth. Das Fort gilt als eine der bedeutendsten, nahezu original erhalten gebliebenen europäischen Anlagen aus dieser Zeit. Es wurde gebaut, um das schottische Hochland nach dem Jakobitenaufstand von 1745/1746 zu befrieden und ersetzte eine in diesem Zusammenhang zerstörte frühere Anlage.

## Das erste Fort George von 1727
Eine erste, für eine Garnison von 400 Mann vorgesehene Festungsanlage mit dem Namen „Fort George“ entstand 1727 in Inverness auf einem Hügel am River Ness am Standort einer mittelalterlichen Burg. Oliver Cromwell hatte an deren Stelle 1657 eine später wieder aufgegebene Befestigung errichten lassen. Während des Jakobitenaufstands von 1745 kapitulierte die Garnison vor den Aufständischen unter Charles Edward Stuart (auch Bonnie Prince Charlie genannt), als diese im Februar 1746 Inverness besetzten. Unter der Anleitung eines französischen Pionieroffiziers namens L’Epine wurde daraufhin eine Sprengung der Anlage vorbereitet; bei der vorzeitigen Explosion der Sprengladungen wurde neben anderen auch L’Epine getötet. 1747 erhielt der Pionieroffizier William Skinner den Auftrag, Fort George wieder aufzubauen, wählte aber auf Bitten des Stadtrats von Inverness einen anderen Standort.

## Der Bau des Forts
Nach der Niederlage von Bonnie Prince Charlie und seinen Aufständischen Truppen in der Schlacht bei Culloden im Jahre 1746 ließ König George II eine riesige Verteidigungsanlage gegen weitere Unruhen durch die Jacobiten errichten. So wurde Fort George die mächtigste Artillerieanlage in Großbritannien.
Als neuer Standort wurde die Landzunge Ardersier Point bei Ardersier gewählt, die 18 km nordöstlich von Inverness liegt, in den Moray Firth vorspringt und so den Seeweg nach Inverness beherrscht. Aufgrund dieser Lage ist die Festung von drei Seiten her durch das Meer gegen Angreifer geschützt. Die Arbeit begann 1748 mit etwa 1.000 Soldaten. 1757 waren die Hauptbefestigungen errichtet, und 1769 wurden die Arbeiten endgültig abgeschlossen. Die Kosten lagen schließlich bei über 200.000 £, nach heutigem Maßstab (2012) ungefähr 1 Milliarde £., schon damals eine enorme Summe, die größer war als das Bruttosozialprodukt Schottlands von 1750. Da es keine weiteren Aufstände mehr gab, diente Fort George vor allem als Standort mehrerer Hochlandregimenter der British Army – The Seaforth, The Cameron und The Gordon Highlanders; derzeit (2008) beherbergt es das 3. Bataillon des Royal Regiment of Scotland, The Black Watch.
Die Garnison verfügte über eine große Anzahl von Gebäuden, Wallanlagen und Exerzierplätzen, Artilleriegeschützen und Kanonen, sowie eine Ansammlung von Waffen, darunter Schwerter, Piken und Musketen mit Bajonetten und Patronentaschen für die Infanterie. Sie bot Platz und Unterkunft für einen Gouverneur, Offiziere, eine Artillerieabteilung und ein 1.600 Mann starkes Infanterieregiment. Die Anlage wird von einem fast eine Meile messenden Begrenzungswall umschlossen und verfügt über ein Magazin für 2.500 Fässer Schießpulver, Munition, Lebensmittelgeschäfte, eine Brauerei und eine Kapelle.

## Befestigungsanlagen
Fort George weist die für Festungen dieser Zeit typische Bauweise auf. Die mit Mauerwerk verstärkten, viele Meter dicken Wälle bestehen aus Erdaufschüttungen. In ihnen verbergen sich tonnengewölbte Kasematten, die im Belagerungsfall als beschusssichere Unterkunft für die Besatzung und ihre Vorräte dienen konnten. Die Wälle sind mit vorspringenden Bastionen versehen, aus denen Angreifer aus mehreren Richtungen in ein Kreuzfeuer genommen und die eigenen Befestigungen abgeschirmt werden konnten. Im Vorfeld befinden sich sanft ansteigende Erdaufschüttungen (Glacis), die Fort George den Blicken weitgehend entziehen und damit auch vor direktem Artilleriebeschuss schützten. Zum Eingang gelangt man über ein Ravelin (einen befestigten Brückenkopf jenseits des Grabens), der in diesem Fall aus einem Festungswerk mit einem Wachhaus besteht, in das die Festungsartillerie freies Schussfeld hat. Von dort führt eine hölzerne Brücke mit einem Zugbrückenabschnitt über den Festungsgraben. Sie wiederum wird von zwei Bastionen beschützt, von denen aus die Brücke ins Kreuzfeuer genommen werden kann. Der tiefe Trockengraben – der allerdings bei Hochwasser geflutet werden kann – diente als Annäherungshindernis und wäre im Kriegsfall eine tödliche Falle für gegnerische Truppen gewesen, die dort völlig ungeschützt dem Feuer der Verteidiger aus mehreren Richtungen ausgesetzt gewesen wären.
Der Zugang führt über den Hauptwall und eine Rampe in das Festungsinnere, wo sich zunächst zwei Kasernengebäude befinden, dann zwei dreiflügelige Bauten, die um einen zentralen Platz herum angeordnet sind. Hinzu kommen weitere Garnisonsgebäude.

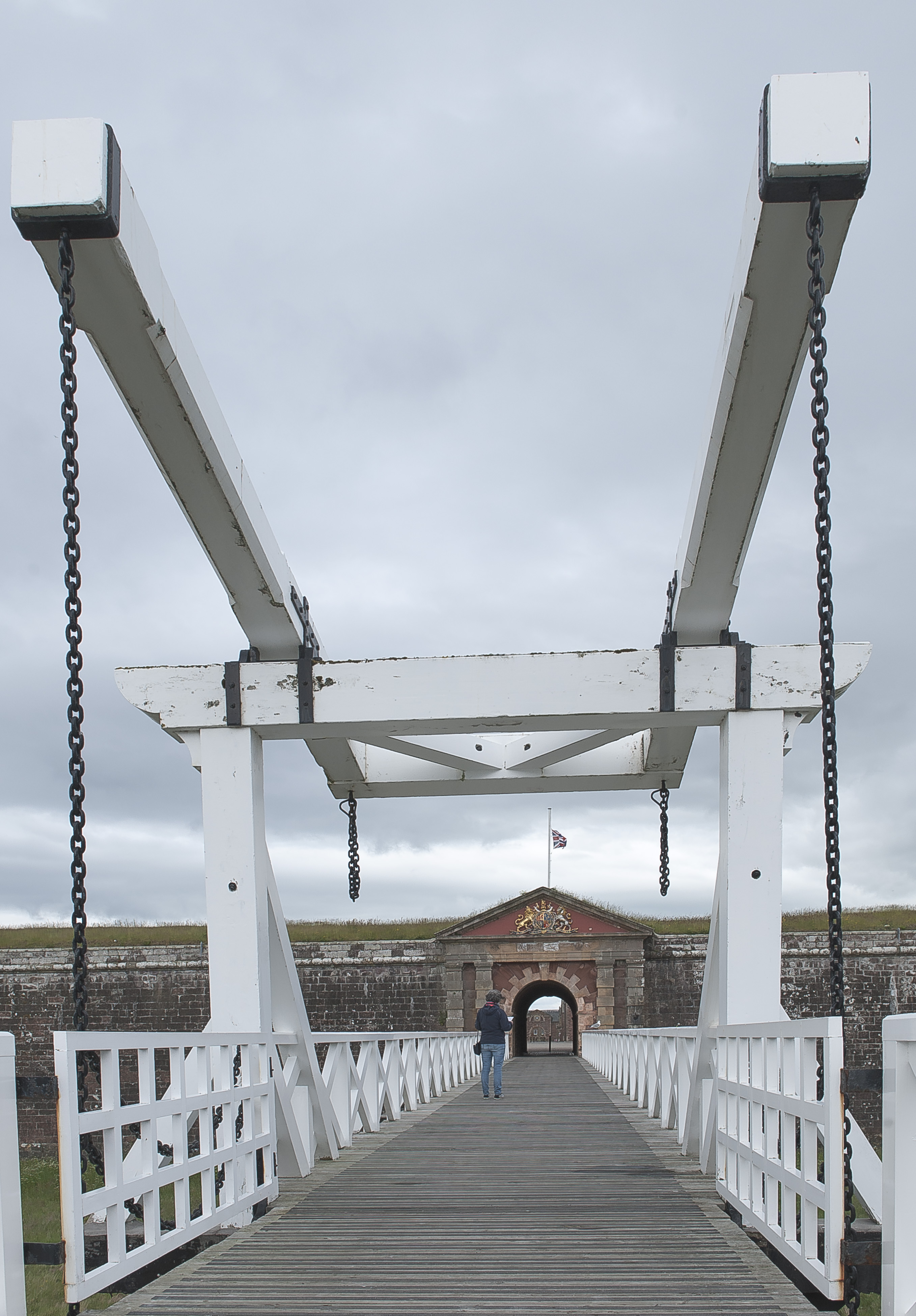
Zugbrücke
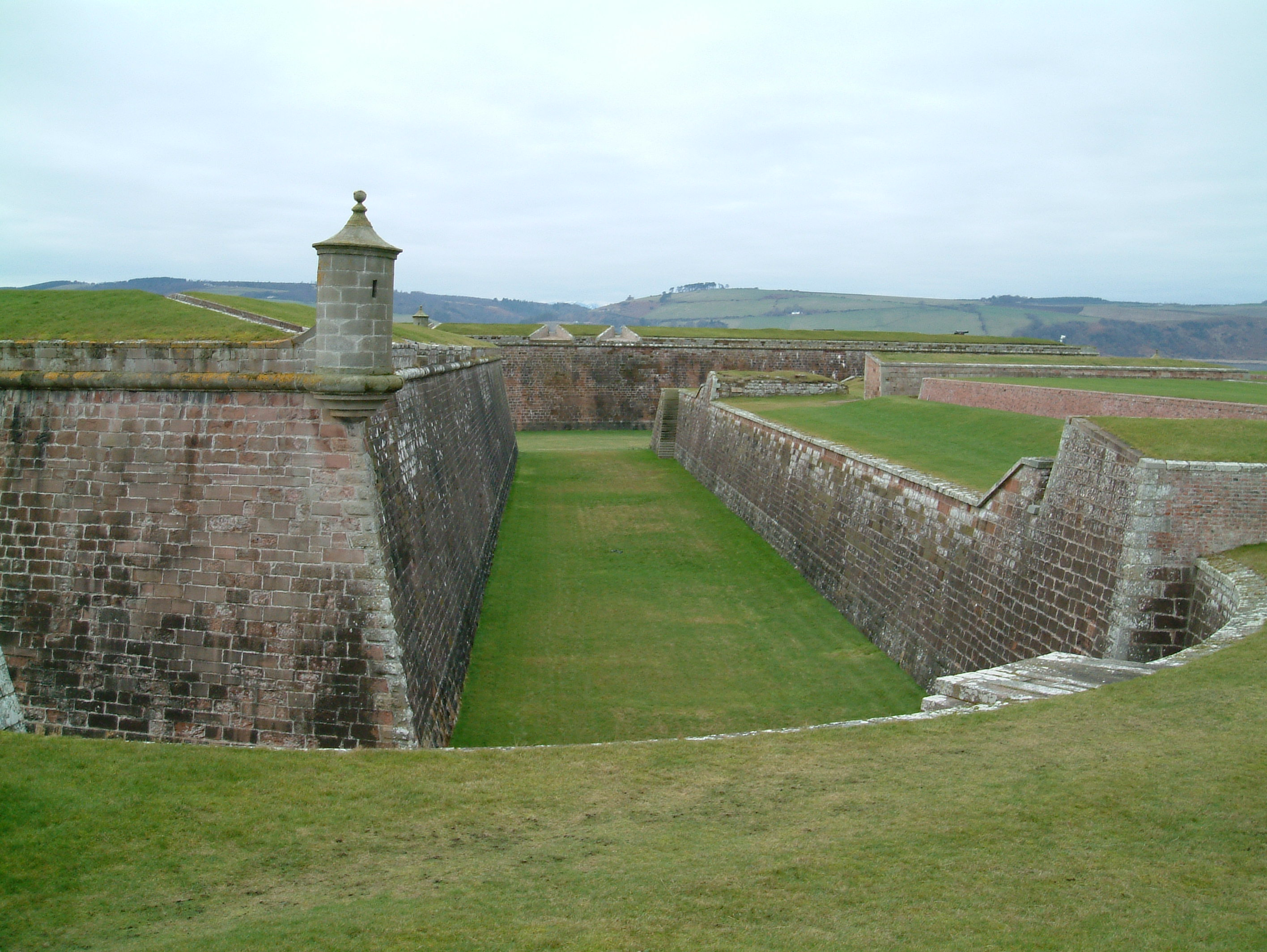
Befestigungen zur Landseite hin
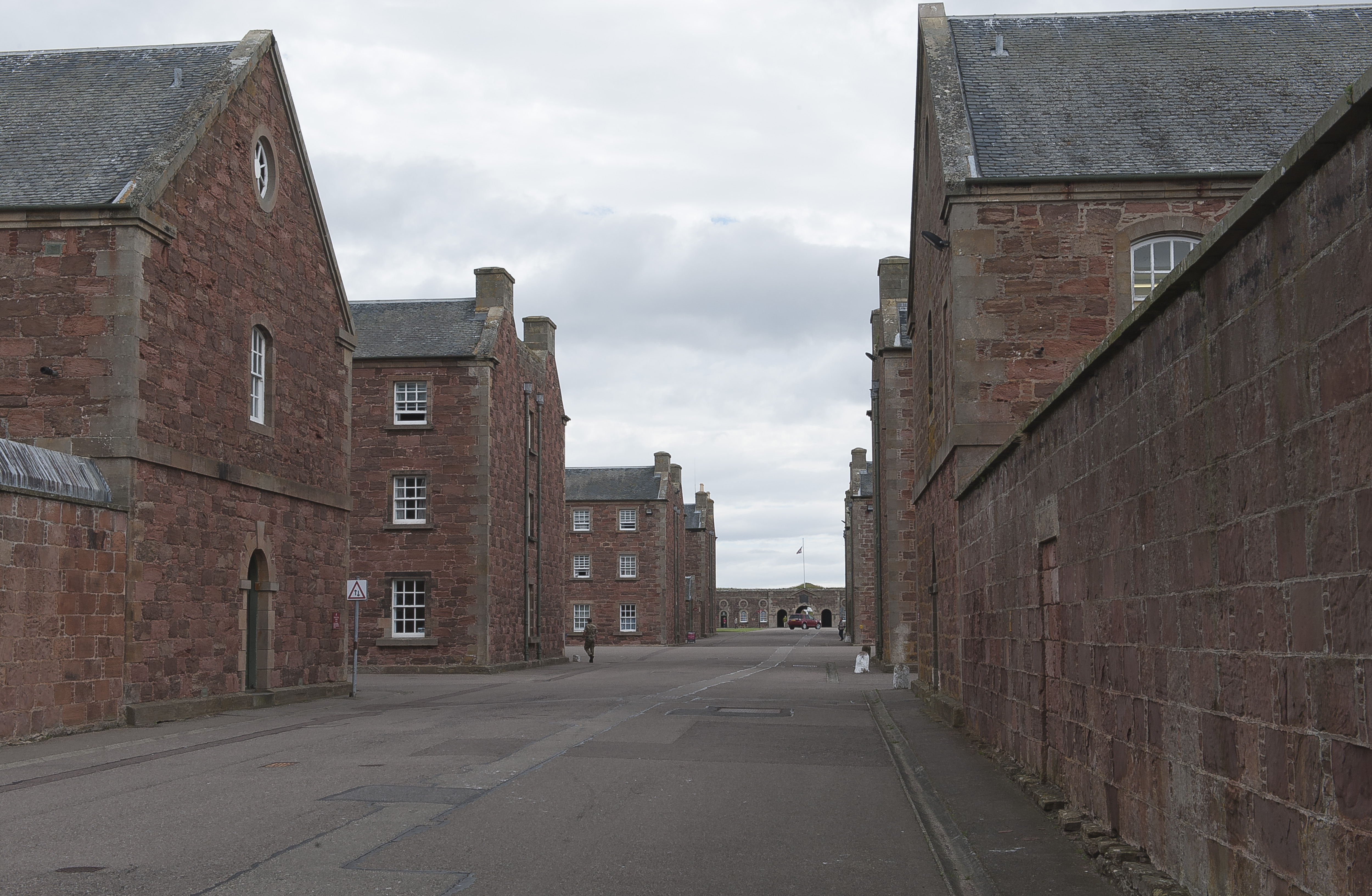
Garnisonsgebäude
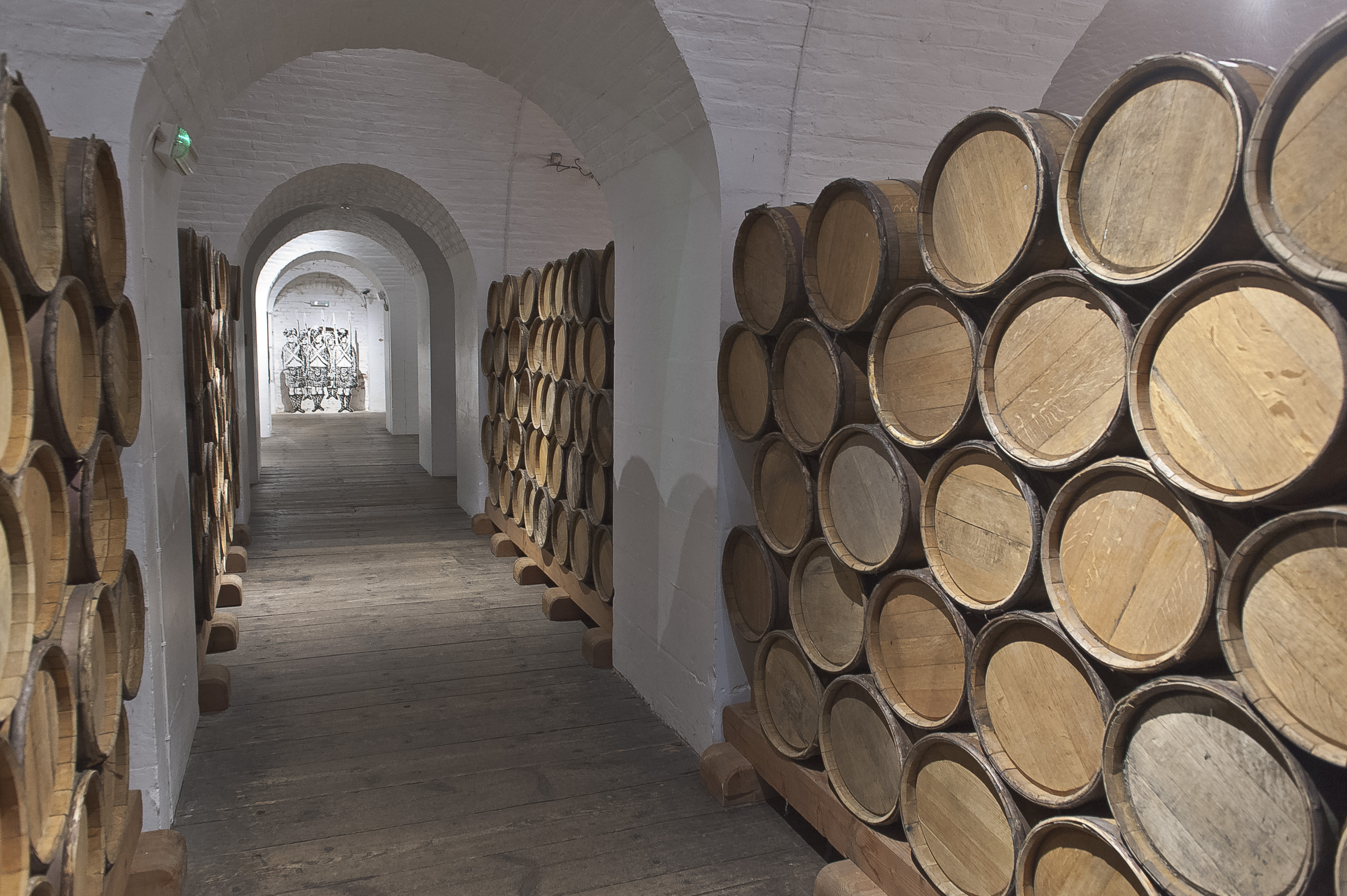
Munitionslager
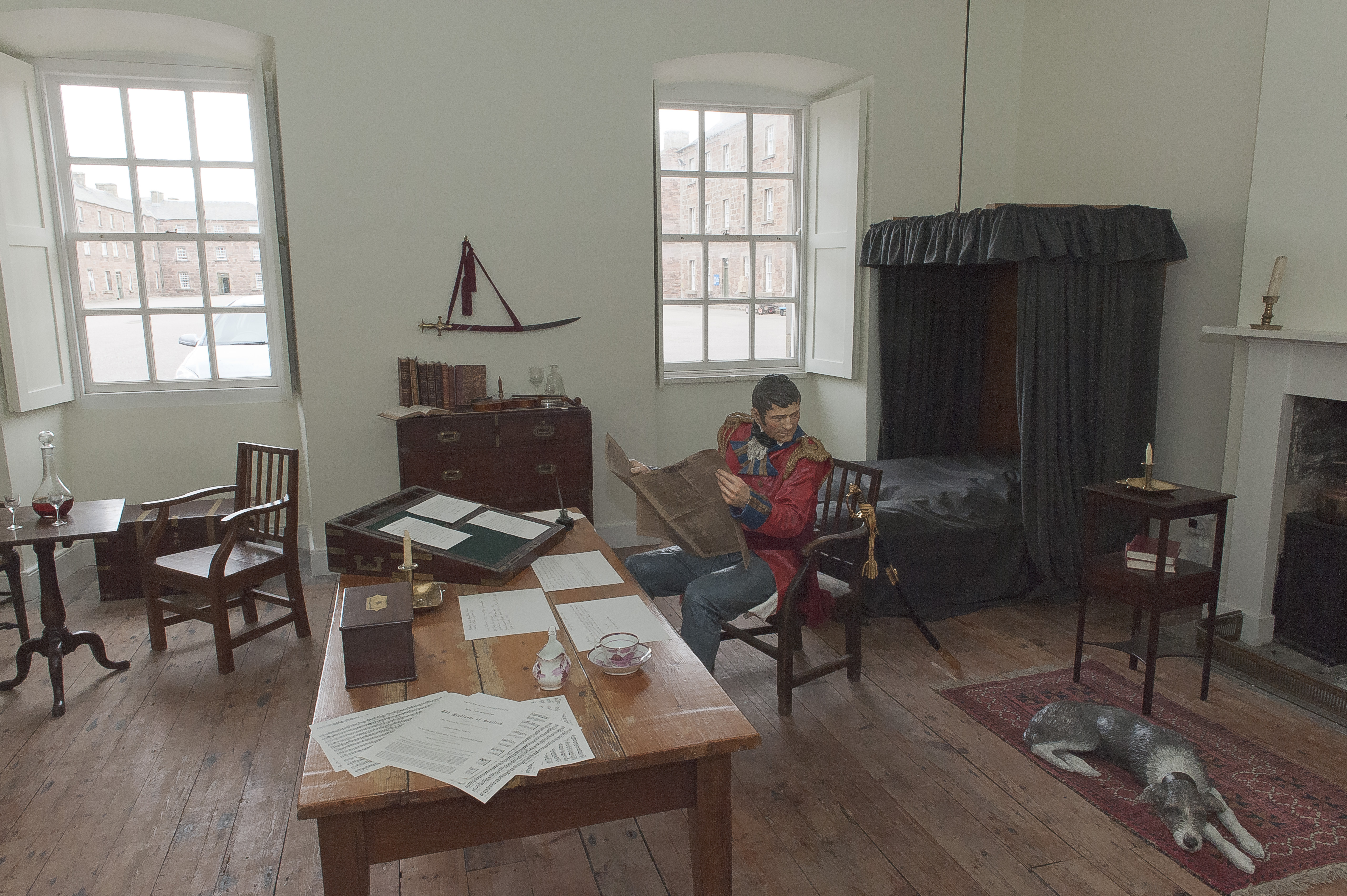
Offiziersquartier

## Besuchsmöglichkeiten
Fort George ist weitgehend im originalen Zustand des 18. Jahrhunderts erhalten. Die Kasernen werden immer noch für militärische Zwecke benutzt, doch ein erheblicher Teil der Festung steht Besuchern offen und wird von der schottischen Denkmalschutzstiftung „Historic Scotland“ betreut. In einem Teil der Kasernengebäude befindet sich eine Ausstellung über das Leben in den frühen Jahren von Fort George, und im „Großen Magazin“ kann eine Waffensammlung (die Seafield Collection of Arms) besichtigt werden. Hier finden auch Reenactment-Auftritte statt, bei denen das Alltagsleben von Soldaten des 18. Jahrhunderts dargestellt werden. Im Kommandanturgebäude befindet sich das Regimentsmuseum der Queen’s Own Highlanders. Die Anlage bietet den Besuchern zusätzlich ein Café und einen kleinen Souvenirshop. 2019 wurde Fort George von rund 76.000 Personen besucht. 2024 betrug die Besucherzahl etwa 69.000 Personen.